# Olga Soninová
Olga Soninová (rusky Ольга Сонина), (* 10. leden 1980 Novosibirsk, Sovětský svaz) je bývalá reprezentantka Ruska v sambu a judu.

## Sportovní kariéra
S judem a sambem začínala v 10 letech v Novosibirsku pod vedením Olega Zacharova. Do seniorské reprezentace se dostala v roce 2002. V nominaci na letní olympijské hry v Athénách ještě musela ustoupit zkušenější Jucharevové, ale od roku 2005 převzala pozici reprezentační jedničky. Její slibně rozvíjející se kariéru však zabrzdilo vážné zranění. Několikrát se pokoušela o návrat, ale tělo zvýšenou fyzickou námahu odmítlo.

## Výsledky
| Turnaj             | 1997       | 1998       | 1999       | 2000       | 2001       | 2002       | 2003       | 2004       | 2005       |
| Turnaj             | 17         | 18         | 19         | 20         | 21         | 22         | 23         | 24         | 25         |
| Turnaj             | lehká váha | lehká váha | lehká váha | lehká váha | lehká váha | lehká váha | lehká váha | lehká váha | lehká váha |
| ------------------ | ---------- | ---------- | ---------- | ---------- | ---------- | ---------- | ---------- | ---------- | ---------- |
| Mistrovství světa  | —          |            | —          |            | —          |            | —          |            | úč.        |
| Mistrovství Evropy | —          | —          | —          | —          | —          | —          | 5.         | —          | 1.         |
| MS juniorů         |            | 5.         |            |            |            |            |            |            |            |
| ME juniorů         | 3.         | —          | 2.         |            |            |            |            |            |            |